# 아이 러브 유 (니시노 카나의 노래)
〈아이 러브 유〉(일본어: アイラブユー, I Love You)는 일본의 여성 가수 니시노 카나의 33번째 싱글로, 2018년 4월 18일에 SME 레코드에서 발매되었다. 전작 〈손을 잡는 이유〉에서 약 6개월 만의 싱글이다.

## 수록곡
| #            | 제목                                       | 재생 시간 |
| ------------ | ------------------------------------------ | --------- |
| 1.           | 〈アイラブユー→아이 러브 유 (I LOVE YOU)〉 | 3:40      |
| 2.           | 〈友だち→친구〉                            | 4:58      |
| 3.           | 〈P・O・P〉                                | 3:18      |
| 총 재생 시간 | 총 재생 시간                               | 11:56     |